# Variante
Variante (яп. Variante-ヴァリアンテ- Вариантэ, «Вариация — реквием мира») — японская хоррор-манга, автором и иллюстратором которой является Икура Сугимото. Публиковалась с 2004 по 2006 год в журнале Gekkan Dragon Age. Была издана в виде 4 томов издательством Kadokawa Shoten. В США была издана издательством CMX.

## Определения
ATHEOS (яп. アシオス Асиосу) — Организация, подчиняющаяся непосредственно правительству, официально — особое юридическое лицо, имеющее отношение к биотехнологиям. В действительности — организация, занимающаяся поимкой, усмирением и исследованием химер. Состоит из многих отделов с представителем Окудой на вершине. Имеет несколько исследовательских институтов. Также, над ATHEOS существует «Совет директоров», их мнение тоже сказывается на деятельности ATHEOS.
Химера (яп. キマイラ Кимайра) — По словам Котигавы: «Существо, переродившееся в монстра в результате смешения генов с отличающимися генами другого существа». Однако на самом деле, неправильная форма, возникшая в результате неких экспериментов. Похоже, человеческое тело, изменившееся из-за побочного действия антител, называемых «Всемогущие антитела».

## Список персонажей

### ATHEOS
- Хосё Айко (яп. 宝生 アイコ Хо:сё: Айко) — Член ATHEOS.

Судо Хироми (яп. 須堂 ヒロミ Судо: Хироми) — Следователь ATHEOS.
- Котигава (яп. 東風河 Котигава) — Сотрудница лаборатории ATHEOS. Ответственна за Айко, обычно всевозможно проверяет её. До некоторой степени знает о тьме организации, была осторожна с Судо. По словам Айко: «Человек, смотрящий на меня как на подопытное животное». По словам Такэды: «Бесчувственная женщина».
- Усуи (яп. 臼井 Усуи) — Следователь ATHEOS. Название должности неизвестно, но его называют «заведующий отделом». Прямой начальник Хироми. 14 лет назад, во время инцидента с исчезновением Наны, был одним из её преследователей. Втянул Хироми в компанию, Хироми ему доверял.
- Окуда (яп. 奥田 Окуда) — Представитель ATHEOS, управляет организацией.
- Такэда (яп. 武田 Такэда) — Следователь ATHEOS. Не понимает Айко, но когда на неё напала химера, помог ей. Однако, его предубеждение по отношению к Айко не исчезло.

### Химеры
- Нана (яп. ナナ Нана) —

### Второстепенные персонажи
- Такасима Сатиё (яп. 高嶋 サチヨ Такасима Сатиё) —
- Судо Масами (яп. 須堂 マサミ Судо: Масами) —
- Сэра Юдзиро (яп. 世良 ユウジロウ Сэра Ю:дзиро:) —
- Хосё Юкио (яп. 宝生 ユキオ Хо:сё: Юкио) — Приёмный отец Айко.